# Vincke-Hausinschriften-Kreis
Der Vincke-Hausinschriften-Kreis war eine Forschergruppe, die wichtige Studien zur Erforschung von Hausinschriften in Niedersachsen vornahm. Ihr Ziel war es, die volkskundliche, die sozial- und mentalitäts- wie kulturgeschichtliche Bedeutung solcher Inschriften an Toren, Balken und Giebeln, über Türen und Eingängen darzulegen. Sie ist benannt nach dem Kirchenhistoriker Johannes Vincke. Die Publikationen der Mitglieder des Vincke-Hausinschriften-Kreises haben viele grundlegende Einsichten in die Inschriftenkultur an sich, jedoch auch im Hinblick auf den angemessenen wissenschaftlichen Umgang mit solchen Inschriften erbracht.

## Zielsetzung und Mitglieder der Forschergruppe
Der nach seinem Begründer Johannes Vincke (1892–1975) benannte Forscherkreis wurde in der zweiten Hälfte der 1940er Jahre ins Leben gerufen, um „das für die Volkskunde und Theologie gleichermaßen interessante Thema der Hausinschriften einer systematischen Bearbeitung zuzuführen“. Unter der Leitung des Freiburger Universitätsprofessors Johannes Vincke – der Kirchenhistoriker war zugleich Begründer des Instituts für Religiöse Volkskunde an der Theologischen Fakultät der Universität Freiburg (1946) – widmeten sich die beiden Pfarrer Johannes Thomes, Anton Tumbrägel und der wahrscheinlich im Winter 1949/50 dazugestoßene Journalist Joachim Widera der wissenschaftlichen Untersuchung von Sprüchen und Inschriften an Häusern, Einfahrten und Giebeln (vgl. dazu auch den Artikel Hausspruch), wie man sie im ganzen deutschen Sprachraum auch heute noch vielerorts antreffen kann.
Aus der Fußnote einer 1948 veröffentlichten Hausinschriften-Arbeit Vinckes – sie stellt weiterreichende Untersuchung zu den Hausinschriften des Osnabrücker Kerngebietes und Südoldenburgs in Aussicht – wird ersichtlich, dass zu diesem Zeitpunkt bereits eine klare Aufgabenteilung unter den Mitgliedern des Vincke-Hausinschriften-Kreises bestanden zu haben scheint:
- Johannes Thomes sollte die kirchengeschichtliche Dimension der Hausinschriftenkultur im Osnabrücker Land bearbeiten.
- Anton Tumbrägel war für den Aspekt der religiösen Volkskunde in den Hausinschriften des Oldenburger Münsterlandes zuständig.
- Joachim Widera sollte die Südoldenburger Hausinschriften maßgeblich unter dem Aspekt der Germanistik erforschen.

Wie anderen Mitgliedern der Forschergruppe wurde allerdings auch Widera ihm im Laufe seiner gründlichen Vorarbeiten bewusst, dass der ursprüngliche Ansatz ohne die Miteinbeziehung grundlegender volkskundlicher Fragestellungen nicht gelingen konnte. Denn trotz der klaren Aufgabenteilung ergaben sich im Verlauf der wissenschaftlichen Auseinandersetzung mit den Hausinschriften zahlreiche methodische, analytische und inhaltliche Schwierigkeiten. Dies zwang sie immer wieder, ursprüngliche Analyseansätze zu modifizieren, teils auch grundlegend zu erweitern, die Methodik zu überdenken oder auch inhaltlich ganz neue Bewertungen vornehmen zu müssen.

## Forschungstätigkeit

### Die Inschriftenforschung von Johannes Vincke
Johannes Vincke hatte sich bereits längere Zeit eingehend mit den Hausinschriften seiner westfälischen Heimat befasst, insbesondere mit denen seines heimatlichen Kirchspiels Belm. Im Jahr 1939 wurde im Hauskalender für das Bistum Osnabrück sein Artikel „Inschriften im Dienste der Ahnenforschung“ (1939) abgedruckt. Darin spricht er noch davon, dass es möglich sei mit Hilfe der Hausinschriften wichtige volks- und familienkundliche Erkenntnisse zu gewinnen, um so „die Welt der Ahnen“ besser erschließen zu können.

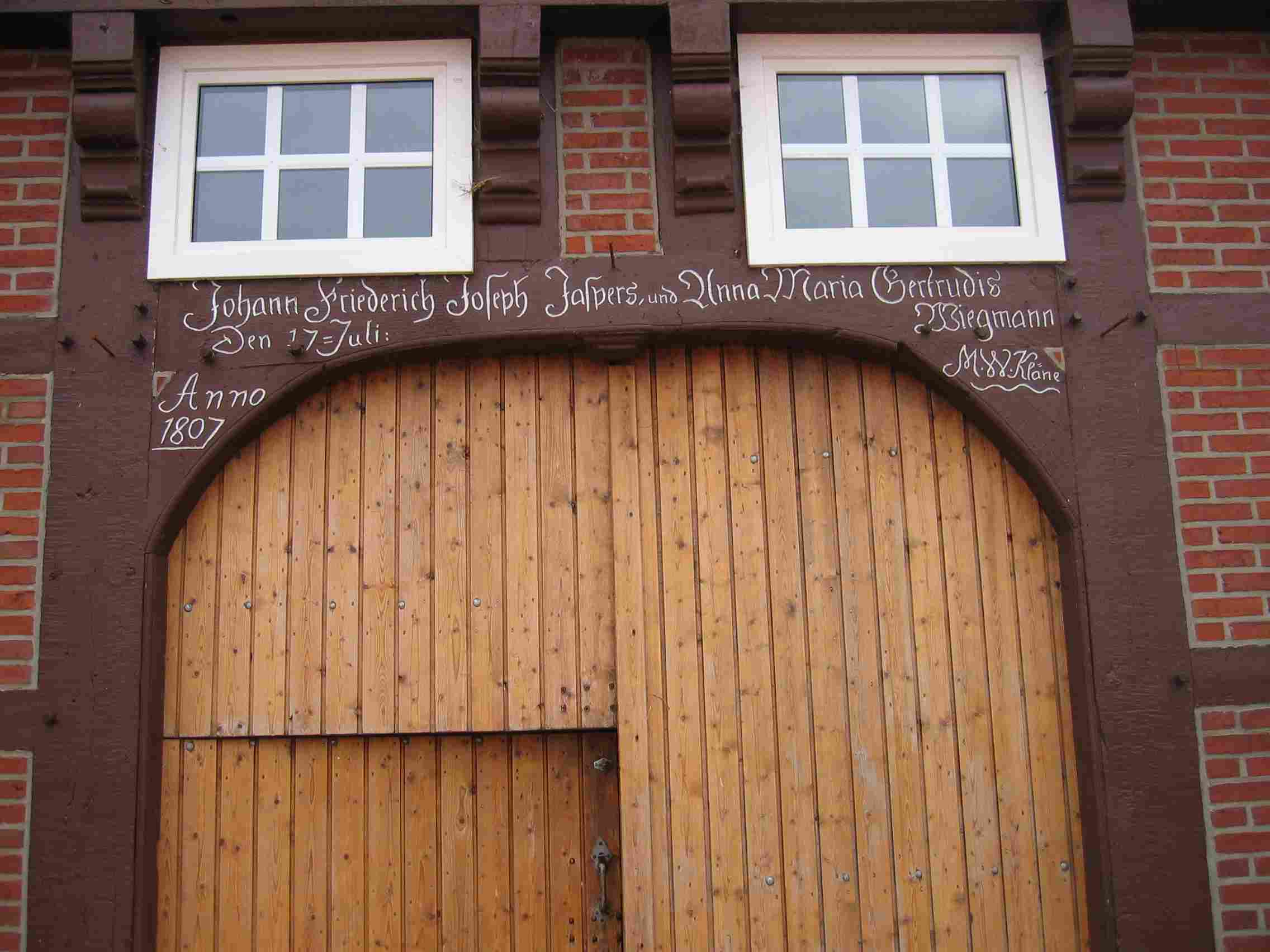
Typische Bauinschrift

1948 folgte die Arbeit „Die Hausinschriften des Kirchspiels Belm“ – eine in vielem grundlegende Einführung in das Hausinschriftenwesen des Osnabrücker Landes. Sie belegt den engen Zusammenhang von Bauart und Vorkommen der Hausinschriften (das Haus als Beschriftungskörper). Die dekorativen und symbolischen Zeichen werden eingehend analysiert und eine erste Differenzierung der Schriftzeichen wird vorgenommen: Die Bauinschrift beinhalte die besonders wichtigen Urbestandteile einer Hausinschrift, während die Spruchinschriften, so Johannes Vincke, immer auch Ausdruck menschlicher Erfahrungen und Einsichten sei.
1956 erscheint eine maßgeblich dem christlichen IHS-Monogramm gewidmete Untersuchung, das Vincke ebenfalls als „klarechter Spiegel der Volksgeschichte“ liest.

### Johannes ThomesUntersuchung der kirchengeschichtlichen Aussagen von Hausinschriften
Die Forschungsergebnisse des 1955 verstorbenen Pastors Johannes Thomes sind nur fragmentarisch in Form von Reinschriften und Entwürfen zu einer geplanten Dissertation überliefert. Allerdings weisen die erhaltenen Typoskripte und handschriftlichen Dokumente, die inzwischen als Reprint aus dem Nachlass von Johannes Thomes der interessierten Öffentlichkeit zugänglich gemacht wurden, darauf hin, dass die Vorarbeiten zu der geplanten Dissertation recht weit gediehen waren.
Ein kleinerer Teil der Inschriften, auf die Thomes sich bezieht, hat er direkt, d. h. eigenhändig erhoben, indem er die Inschriften handschriftlich genau dokumentierte. Den weitaus größeren Teil ließ er jedoch von fremder Hand zusammentragen (indirekte Methode), indem er Lehrer anschrieb, die dann zumeist Schüler damit beauftragten, Hausinschriften nach einem vorgegebenen Raster zu dokumentieren – mit dem damit verbundenen Nachteil der Ungenauigkeit bei der Übertragung. Insgesamt lässt sich über die Arbeit von Thomes sagen: „Gründliche Feldstudien gingen der Gesamtuntersuchung und Auswertung der Hausinschriften in den untersuchten Gebieten voraus, die Thomes dann akribisch auflistete, ehe er sich an Aus- und Bewertungen, Schlussfolgerungen und Detailanalysen wagte.“
Durch eine längsschnittartige Untersuchung von Vorkommen, Datierung und „Häufigkeit der Sprüche im Vergleich der einzelnen Ämter und Hochstifte miteinander“ gewann Thomes erste wichtige Einsichten über die Ausprägung und Kultur der Hausinschriften, die Bedeutung äußerer Einflussfaktoren bei der Formulierung der Inschriften.

### Anton Tumbrägels volkskundliche Untersuchung von Hausinschriften des Oldenburger Münsterlandes
Anders als Johannes Vincke gelangt Anton Tumbrägel zu der grundlegenden Einsicht, dass Hausinschriften sich in verschiedene Spruchgruppen einteilen lassen. Ein wichtiges Ergebnis seiner Untersuchung ist die Erkenntnis, dass viele Inschriften augenscheinlich im Zeichen eines elementaren Schutzbedürfnisses der Menschen zu stehen scheinen. Wesentliches Unterscheidungsmerkmal zwischen den vorchristlichen und christlichen Spruchinschriften sei dabei, „ob die bannende Wirkung auf die bösen Geister durch eine den Zeichen innewohnende magische Kraft erwirkt werden solle oder von Gott erfleht werde.“ Viele der Südoldenburger Inschriften stünden dabei eindeutig im Zeichen der Vaterunser-Bitte „Dein Wille geschehe“.
Bemerkenswert an Tumbrägels Arbeit ist insbesondere die systematische Darstellung der untersuchten Inschriften in zeitlicher und räumlicher Anordnung, sowie die kulturgeschichtliche Einordnung und Erklärung des damit verbundenen inhaltlichen Wandels, der hier erstmals auch in einer schematischen Übersicht erfolgt.
Anton Tumbrägel war während seines Studiums in Freiburg als Mitarbeiter von Johannes Vincke am Institut für Religiöse Volkskunde tätig. Wohl auf Anraten Vinckes veröffentlichte Tumbrägel bereits 1950 und 1957 zwei erste volkskundliche Aufsätze zum „Lebensgefühl“ in Hausinschriften. In diesen spürt er der Frage nach, ob bzw. inwiefern sich 'moderne' Zeitströmungen (wie z. B. die Säkularisation) auch in Hausinschriften niederschlagen: Neues und Fremdes – etwa die Betonung von Scholle und Hof – werde, so Tumbrägels Erkenntnis, nicht kritiklos übernommen, sondern eher ausgehend von bestehenden Werte- und (christlich geprägten) Grundhaltungen zu einer 'neuen' Synthese gebracht. Noch wichtiger und grundlegender für die nachfolgenden Forschungen an Hausinschriften aber ist die 1959 veröffentlichte Monographie „Hausinschriften des Oldenburger Münsterlandes“, in welcher Tumbrägel beispielhaft die gründliche kulturhistorische Einbettung der Hausspruch- und Hausinschriften-Tradition gelingt und die ihn fortan als „Pionier der Hausinschriftenforschung im Oldenburger Münsterland“ ausweist.

### Joachim Widera:Möglichkeiten und Grenzen volkskundlicher Interpretation von Hausinschriften
Auch für Joachim Widera ist die Einteilung der untersuchten Spruchinschriften in Themengruppen zwingend, um „die Vielfalt der Erscheinungsformen der Hausinschriften übersichtlich zu ordnen“, sie mit anderen kriterienorientiert vergleichen, um sie dann inhaltlich und historisch interpretieren zu können. So führt Widera – in Anlehnung an und der Weiterentwicklung von Anton Tumbrägels inhaltlichen Gruppierung der Spruchgruppen – drei Hauptkategorien von Hausinschriften ein: Bauinschrift, Spruchinschrift (Hausspruch) und Zeichen. In einem weiteren Schritt der – inhaltlichen – Differenzierung destilliert er dann neun Themengruppen:
1. Bauinschriften (mit Bausprüchen)
2. Schutzsprüche (mit Bitt- und Segenssprüchen)
3. Vertrauenssprüche (Gottvertrauen, Hingabe an Gottes weisen Willen)
4. Lobsprüche (Gottes- und Heiligenlob)
5. Neidinschriften (Ablehnung; Abwehr von bösem Unheil)
6. Weisheitssprüche (allgemein, religiös, eschatologisch)
7. Tugendinschriften (Gottesfurcht, Moral)
8. Brandinschriften
9. Varia („Verschiedenes“)

Manche Inschriften weisen nach Tumbrägel in Symbolik und Schmucksinn noch deutliche Bezüge zur vorchristlichen Zeit auf, was – so eine an zahlreichen Beispielen belegte Einsicht Wideras – auf ein existentielles, mithin kulturübergreifendes Schutzbedürfnis hindeutet, findet es sich in vorchristlichen Zeiträumen doch ebenso wie im christlichen Zeitalter. Inschriften wandelten sich im Laufe der Zeit. Das geschah sowohl „in Hinsicht auf die Form als auch auf den Inhalt“, wobei sie sich in einer zeitlichen Sicht innerhalb der tragenden Gedanken deutlicher wandelte als es in der Form der Fall war.
Davon ausgehend legt Widera dar, dass die Hausinschriften durchaus als „Spiegel“ der Zeit ihrer Entstehung betrachtet werden können. Ausgehend von einer gründlichen Auswertung entsprechender Hausinschriften und -sprüche schlägt er folgende Periodisierung vor:
- Von Beginn der Neuzeit bis Ende des Dreißigjährigen Krieges dominieren „Sprüche ernsten Glaubens und Lebens“ (ca. 1453–1648).
- Zwischen 1650 und dem Ende des 18. Jahrhunderts nimmt der Einfluss weltfreudiger und moralisierender Denkformen zu (Pietismus, Ausgleichgedanke).
- Neue tiefe religiöse Formen in den Inschriften zwischen 1800 und 1830 werden auf das Scheitern der Französischen Revolution, der napoleonischen Kriege aber auch reformatorischer und aufklärerischer Bestrebungen zurückgeführt.
- Die Zeit bis 1870 ist – ähnlich wie in der bildenden Kunst – durch eine Vielfalt der Ausdrucksformen gekennzeichnet, die im „Zeichen der Auflösung, des Übergangs“ zu neuen Lebensformen stehen.
- Nach 1870 verliert die Inschriftenkultur an Bedeutung und Wert – Phasen der Wiederbelebung des alten Brauchtums (1900, 1930, 1945) ändern daran insgesamt kaum etwas.[18]

Regionale oder zeitlich bedingte Inschriftenübernahmen lassen nach Widera wichtige Rückschlüsse auf „mentalitätsgeschichtliche Gemeinsamkeiten im Denken, Empfinden und Glauben“ zu. wobei Inschriften im ländlichen Bereich sich meist sehr deutlich von den städtischen unterscheiden.

## Hausinschriftenkultur heute
Die heutige Art der Gestaltung von Hausinschriften wie dem darin zum Ausdruck kommenden Selbstverständnis hat kaum mehr etwas gemein mit den Inschriften früherer Jahre. Darauf weist Anton Tumbrägel in dem Aufsatz „Inschriftenkultur und Zeitkritik“ aus dem Jahre 1999 hin, wo er auf den Wandel von bisher vorwiegend christlichem Gedankengut zu weltlichen und persönlich geprägten Inhalten aufmerksam macht, der den heutigen Inschriften eigne: „Sie zeigen mehr Selbstbewusstsein des Schreibers und sind individueller abgefasst“. Auch Joachim Widera geht auf diesen Zusammenhang ein, wenn er konstatiert, die Einstellung der Menschen heute unterschiede sich deutlich vom Brauchtum früherer Zeiten: Was früher die Schutzbitte bewirken sollte, leiste heute der Blitzableiter, was einstmals Segen, Schutz und Abwehr verbürgen sollte, ist heute oft nur noch reine Zierde.